# Neoseiulus neotunus
Neoseiulus neotunus är en spindeldjursart som först beskrevs av Denmark och Muma 1973.  Neoseiulus neotunus ingår i släktet Neoseiulus och familjen Phytoseiidae. Inga underarter finns listade i Catalogue of Life.